# Matthew Bowers
Pour les articles homonymes, voir Bowers.
Matthew Bowers, né en 1996, est un nageur sud-africain.

## Carrière
Matthew Bowers est appelé pour la première fois en équipe nationale senior pour les Championnats d'Afrique de natation 2018 se tenant à Alger. Il y remporte deux médailles d'argent, sur les relais 4 x 100 mètres nage libre et 4 x 100 mètres nage libre mixte.